# Neoraja africana
Neoraja africana är en rockeart som först beskrevs av Stehmann och Bernard Séret 1983.  Neoraja africana ingår i släktet Neoraja och familjen egentliga rockor. IUCN kategoriserar arten globalt som otillräckligt studerad. Inga underarter finns listade i Catalogue of Life.